# NGC 1834
NGC 1834 ist die Bezeichnung eines offenen Sternhaufens im Sternbild Dorado. Das Objekt wurde am 11. November 1836 von John Herschel entdeckt.